# Sascha Chmelensky
Sascha Chmelensky (* 9. Januar 1993 in Berlin) ist ein deutscher Schauspieler. 
In der vom KIKA produzierten Serie Allein gegen die Zeit bekam Chmelensky mit Lennart „Lenny“ Merz seine bisher größte Rolle.

## Leben
Chmelensky ist der Bruder des Musikers Dennis Chmelensky.

## Filmografie
- 2007: Mörder kennen keine Grenzen (als Ingo)
- 2007: Schloss Einstein
- 2010–2012: Allein gegen die Zeit (als Lennart Merz)
- 2010: Notruf Hafenkante – Risiken und Nebenwirkungen (als Gregor Kreutzer)
- 2012: SOKO Wismar – Die Stimme